# Національний день пам'яті жертв геноциду, скоєного українськими націоналістами проти громадян Другої Речі Посполитої

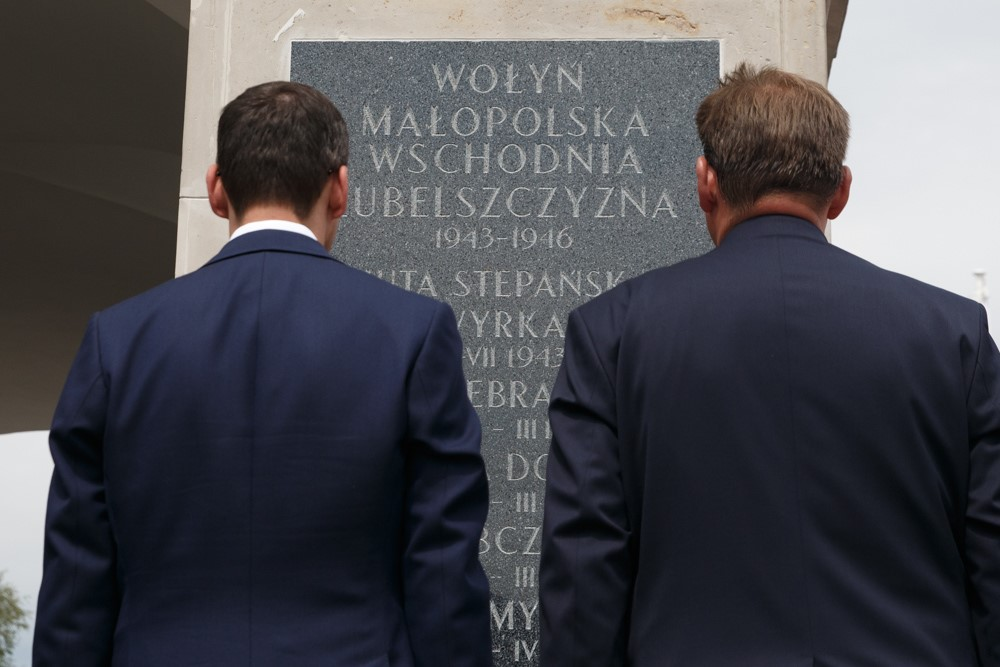
Прем'єр-міністр Польщі Матеуш Моравецький (ліворуч) на Національному дні пам'яті 2018 року у Варшаві

Національний день пам'яті жертв геноциду громадян Польської Республіки, вчиненого українськими націоналістами (пол. Narodowy Dzień Pamięci Ofiar Ludobójstwa dokonanego przez ukraińskich nacjonalistów na obywatelach II Rzeczypospolitej Polskiej) — офіційна пам'ятна дата в Польщі, що відзначається щорічно 11 липня. Цю дату було обрано тому, що саме неділя 11 липня 1943 року, на думку польських дослідників, стала апогеєм (Волинська кривава неділя) розправ над поляками на Волині та в Східній Галичині, коли збройні загони українських націоналістів одночасно напали на 99 населених пунктів, населених етнічними поляками.

## Історія заснування

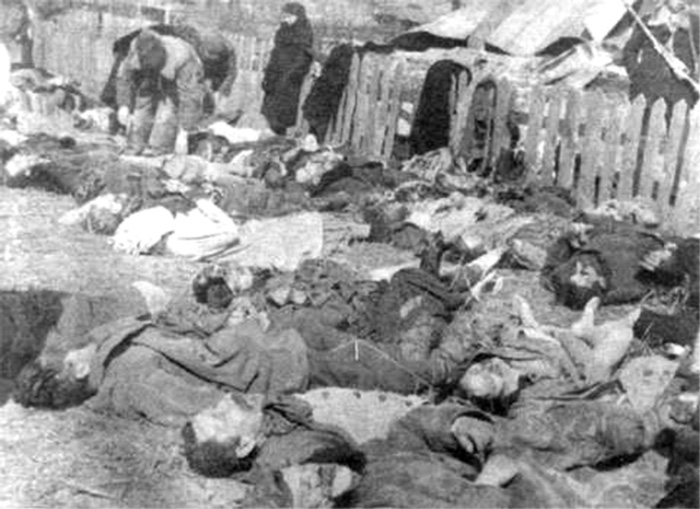
Польські жертви розправи, вчиненої УПА в селі Липники на Волині, 1943 р.

15 липня 2009 року Сейм Польщі у своїй резолюції (прийнятій одностайною акламацією без процедури голосування) констатував, що Організація Українських Націоналістів (ОУН) та Українська Повстанська Армія (УПА) провели «антипольську акцію» – масові вбивства, що мали характер етнічної чистки та мали ознаки геноциду". Крім того, Сейм «вшановує пам'ять вояків Армії Крайової, Самооборони Східних Кресів і Селянських батальйонів, які піднялися на драматичну боротьбу за захист цивільного польського населення, а також з болем згадує жертви серед цивільного українського населення».
15 липня 2013 року Сейм прийняв спеціальну постанову до 70-х роковин «Волинського злочину» (така назва вживається в резолюції), в якій зазначається, що злочини ОУН і УПА мали «організований і масовий масштабний характер», що надавало їм «характеру етнічної чистки з ознаками геноциду».
7 липня 2016 року Сенат Польщі прийняв постанову «про питання увічнення пам'яті жертв геноциду, вчиненого українськими націоналістами проти громадян II Речі Посполитої у 1939—1945 роках».
22 липня 2016 року Сейм встановив цей день пам'яті жертв Волинської трагедії серед польського населення, організованої бійцями ОУН, УПА, дивізії СС «Галичина» та інших українських формувань під час Другої світової війни. Іншу назву запропонували депутати від Польської селянської партії – «День пам'яті польських жертв геноциду, вчиненого ОУН-УПА на східних кордонах II РП».
11 липня 2023 року в Польщі в день вшанування 80-тих роковин Волинської трагедії Сейм Польщі ухвалив резолюцію про вшанування пам'яті жертв Волинської різанини, зосередивши увагу на польсько-українське примирення, яке «роками будувалося представниками обох народів, має також включати визнання провини та вшанування пам'яті жертв Другої світової війни».

## Реакція в Україні
Президент України Петро Порошенко у своєму Facebook висловив думку, що «жалкує про рішення польського Сейму. Я знаю, що багато хто захоче використати це для політичних спекуляцій. Проте варто звернутись до заповіту Івана Павла II – ми прощаємо і просимо вибачення» . Комітет Верховної Ради України у закордонних справах опублікував спеціальну заяву, в якій висловив «глибоку стурбованість» постановою Сейму. Українська партія «Свобода» засудила рішення польського Сейму.

## Оцінка
Воно було створене для нацистським та комуністичним тоталітарними режимами з метою послаблення польського й українського підпілля. Це сприяло зростанню міжнаціональної ворожнечі і тривало на підґрунті дискримінаційної політики у міжвоєнній Польській Республіці щодо українців, які прагнули побудови власної незалежної держави.
Антипольські акції українців 1943–1945 років супроводжувалися масовими вбивствами цивільних поляків, які були етнічною меншиною на Волині. До озброєних націоналістів приєднувалося місцеве українське населення, яке довгий час відчувало утиски з боку польської влади.
Протягом 1942—1943 років відбувалися обопільні етнічні чистки конфліктуючого польського та українського населення, здійснені Українською Повстанською Армією, що підпорядковувалися ОУН (б) та польською Армією Крайовою за участю польських батальйонів шуцманшафту (107, 202), радянських партизанів та українського і польського цивільного населення у 1943 році під час Другої світової війни на Волині.
У традиційній польській історіографії тенденційно сприймається як етнічна чистка виключно польського населення; в українській — як «дія у відповідь» на звірства поляків щодо українських цивільних Для праць польських істориків характерна тенденція перебільшувати польські жертви та применшення кількості українських жертв, зараховувати загиблих українців від рук поляків, як поляків, що загинули від рук українців
Українські історики переважно почали досліджувати цю тему після проголошення Україною незалежності. Зокрема, авторитетною вважається думка Володимира Сергійчука, який стверджує, що польська спільнота на західноукраїнських землях неодноразово провокувала антиукраїнські акції (корінного етносу, який захищав власні права) з боку німецької адміністрації в перші роки війни. Сергійчук вважає за можливе виправдати діяльність українців на Волині, як прагнення.
На думку низки українських істориків, напади на польські селища здійснювали і спецпідрозділи НКВС, одягнені як бійці УПА, головним чином c метою знищення польського підпілля, змушуючи поляків шукати контакти з червоними партизанами, стимулюючи співпрацю з радянською владою, а також ініціюючи напади на українські села, які особливо підтримували УПА або служили їх базами.
Український інститут національної пам'яті цю трагедію оцінює як соціально-етнічне протистояння між українцями та поляками в роки Другої світової війни та перші повоєнні роки.